# Alice Jones

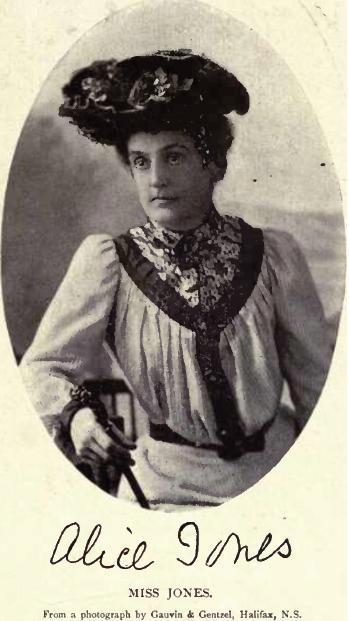
Alice Jones

Alice Jones (ur. 26 sierpnia 1853 w Halifaksie, zm. 27 lutego 1933 w Menton) – kanadyjska pisarka. Na początku XX wieku uchodziła za czołową kanadyjską pisarkę. W 1905 wyemigrowała do Francji. Autorka m.in. romansu historycznego The Night Hawk (1901), powieści kryminalnej Bubbles We Buy (1903) oraz utworów Gabriel's Praed's Wife (1904) i Marcus Holbeach's Daughter (1912), poświęconych kanadyjskim pisarzom oraz braku uznania dla ich twórczości w Europie.